# Río Taimir
El río Taimyr (también transcrito como Taymyr o Tajmura) (en ruso: Таймыра) es un caudaloso río asiático del norte de la Siberia rusa, que discurre por la homónima península de Taimyr y desagua en el mar de Kara. Su longitud total es 840 km y su cuenca drena una superficie de 124.600 km² (mayor que países como Corea del Norte o Eritrea).
Administrativamente, el río discurre íntegramente por el krai de Krasnoyarsk de la Federación de Rusia.

## Historia
El río fue descubierto y explorado durante la Gran Expedición al Norte de 1737-1742. Durante la expedición de la Academia de Ciencias de San Petersburgo (1843-1845) a la península de Taimyr, el río fue atravesado desde su nacimiento hasta su desembocadura y explorado por Middendorff (1815-1894), quien compiló la descripción de la historia natural más completa de la región. La zona del río fue explorada en diferentes momentos por Khariton Laptev (1700-1763) —el primero en dejar una descripción del Taimir en el siglo XVIII—, Nikifor Fomin, Semión Cheliuskin (ca. 1700-1764) y Nikolái Urvántsev (1893-1985).
Sin embargo, el mapa del río no era exacto, por lo que los miembros de la expedición polar rusa (1900-1902) (Toll y Kolchak) que intentaron llegar a la desembocadura del Taimyr en 1901 lo descubrieron en otro lugar, 100 km al norte. El mapa fue corregido según los resultados de la expedición de Toll.

## Geografía
El río Taimyr nace en la vertiente meridional de los montes Byrranga (una baja cadena montañosa de unos 1000 km de longitud y una altura media de 500 m, con su pico más alto de 1.146 m), en la homónima península de Taimyr, bastante al norte del círculo polar ártico. Se dirige en su inicio primero hacia el suroeste a lo largo del piedemonte meridional de la parte septentrional de la llanura de la Siberia Septentrional. Luego describe una amplia curva y gira hacia el este y luego al noreste, bordeando los Byrranga. Después de 567 km de curso (que se conoce como Verchnjaja Tajmyra, Taimyr Superior o Alto Taimyr) desemboca en el gran lago Taimyr (6.990 km² y una longitud E-O de 250 km). Vierten también sus aguas al lago los ríos Zapadnaya, Severnaya, Bikada Nguoma, Yamutarida y Kalamissamo.
De la parte central del lago sale en dirección norte un ramal del río que se llama Nižnjaja Tajmyra o Taimyt Inferior o Bajo, que talla los montes Byrranga y que tiene una longitud de 187 km. Desemboca finalmente, después de 840 km de curso (según otras fuentes, 638 km), en el mar de Kara, en el golfo de Taimyr, donde se localiza el pequeño asentamiento homónimo de Taimyr, el más importante de su cuenca y el que le da nombre al río. 
El río corre a través de una región remota, sombría, muy poco habitada, de modo que en su curso no encuentra ningún centro urbano y solamente hay algunos pequeños asentamientos que se construyen sobre el suelo de permafrost. No hay vegetación, excepto musgos, líquenes y algunas hierbas.
Al igual que todos los ríos siberianos, el río, y también el lago, sufre largos períodos de heladas (siete meses al año, desde finales de septiembre/ principios de octubre hasta principios de junio) y amplias extensiones de suelo permanecen permanentemente congeladas en profundidad. Al llegar la época del deshielo, como se deshielan primero las zonas más al sur, el río inunda amplias zonas próximas a las riberas. 

### Afluentes
Los principales afluentes del Taymyr son los ríos:
- Bajo Taimyr:[2]
  - km 87: río Shrenk (Шренк), por la izquierda, de 372 km de longitud y una cuenca de 11 800 km²;
  - km 108: río Trautfetter (Траутфеттер), por la derecha, de 217 km y 5580 km²;
- lago Taimyr:[3]
  - río Taimir superior (Верхняя Таймыра), de una longitud de 567 km y una cuenca de 50 400 km²;
  - río Bikada-Nguoma (Malahai-Tari) (Бикада-Нгуома, Малахай-Тари), de una longitud de 256 km y una cuenca de 14 200 km²;
  - río Yamutarida (Dynta-Turku-Yamu) (Яму-Тарида, Дюнта-Турку-Яму), de una longitud de 243 km y una cuenca de 5090 km²;

- Alto Taymir:[4]
  - km 91: río Gran Bootankaga (Большая Боотанкага (Боотанкага)), por la izquierda, de 154 km de longitud y una cuenca de 2230 km²;
  - km 133: río Fadyukuda (Фадьюкуда), por la izquierda, de 134 km y 2290 km²;
  - km 249: río Logata (Логата), por la derecha, de 393 km y 10 900 km²;
  - km 287: río Gorbita (Горбита), por la derecha, de 264 km y 6200 km²;
  - km 309: río Deptumalá (Дептумала), por la izquierda, de 185 km y 2530 km²;
  - km 334: río Luktah (Луктах (Дёгадье)), por la derecha, de  170 km y 7410 km²;
  - km 342: río Ayatari (Ая-Тари), por la derecha, de 194 km y 1610 km²;
  - km 421: río Kyyda (Кыйда), por la izquierda, de 98 km y 1890 km²;